# Vaskapu (Pilisszentkereszt)
A Vaskapu a Duna–Ipoly Nemzeti Parkban lévő Pilis hegységben, Pilisszentkereszten található egyik barlang. A barlang (sziklakapu) turista útikalauzokban is ismertetve van.
A Vaskapu-szikla fokozottan védett természeti területen található földtani érték, melyhez nem vezet jelzett turistaút. Így látogatása elméletileg a természetvédelmi hatóság engedélyével lehetséges. 

## Leírás
A sziklakapu a Pilis hegységben, Pilisszentkereszt külterületén, Pilisszentkereszt közepétől NyÉNy-ra, 2 km-re, a Vaskapu-szurdok D-i oldalában, 570 m tszf. magasságban helyezkedik el. A fokozottan védett területen fekvő Vaskapu Magyarország egyik legkülönlegesebb sziklamászó-iskolája, amely a Pilis hegy oldalában fekszik és a Pilisszentkereszt felé húzódó völgy irányába tekint. A kettős hatalmas kapuívből álló sziklagerincet sziklamászó-iskolaként a 19. század óta ismerik és napjainkban is sokan látogatják nagyszerű táji adottságai, vadregényes környezete és kilátása miatt. 1929-ben emléktáblát állított itt a Magyar Turista Egyesület Zsigmondy Társasága a legjobb magyar hegymászó, Zsigmondy Emil tiszteletére, majd azóta a magyar hegymászók kegyeleti megemlékezéseinek helyszíne lett.
A sziklakapu lyuka nem éri el a 2 m hosszúságot, de mivel belőle oldott járatok ágaznak ki, ezért külön barlangnak tekinthető. A barlang felső triász dachsteini mészkőben, valószínűleg freatikus körülmények között jött létre. Mai állapota természetes felszíni lepusztulás következménye. Az engedély nélkül megtekinthető barlang bejárásához nem szükséges felszerelés. A sziklamászó-iskolához felvezető szurdokvölgy túlsó oldalán is van egy sziklamászásra használható, de növényzettel nagyon benőtt sziklafal.
Előfordul a barlang (szikla) az irodalmában Kőkapu (Schafarzik 1884), Nagy-Kapu (Szegő 1948), Nagy Sziklakapu (Kraus 1997), Pilisi kőkapu (Kadić 1938), Pilisi kőkapuk (Kadić 1952), Pilisi Vaskapu (Turisták Lapja 1889), Pilisi-Vaskapu (Bertalan, Schőnviszky 1976) és Vaskapu-szikla (Szegő 1948) neveken is.

## Kutatástörténet
A Földtani Közlöny 1884. évi évfolyamában kiadott, Schafarzik Ferenc által írt tanulmányban az olvasható, hogy a Kőkapu, amelyet látni lehet Pilisszentkeresztről NyÉNy-i irányban, a Pilis hegy K-i meredek lejtőjén fekszik. Az erdő sűrűjéből kimagasodó sziklacsoport vastag dachsteini mészkőrétegei ÉÉK-re 40°-ra (2 órára) dőlnek. Ennek a sziklacsoportnak az a sajátsága, hogy felső rétege megmaradt, de az alatta lévő második és harmadik réteg darára töredezve kimállott, ezért (ahogy a mellékelt rajzon megfigyelhető) egy tág kapu keletkezett. A tanulmányban látható a Vaskapu rajza.
A Turisták Lapja 1889. évi évfolyamában lévő, A Pilisi Vaskapu című publikációban szó van arról, hogy a Pilis hegy környékének természeti szépségei közül különösen kiemelkedik egy érdekes sziklaképződmény, amelyet Vaskapunak nevez a nép. A Pilis hegy K-i meredek lejtője Pilisszentkereszttől ÉNy felé egy 648 m magas kúpban végződik, melyet Ny-ról egy mélyen bevágódott völgy választ el a hegy fő tömegétől. Ennek az É-ra kinyúló kúpnak a meredek K-i lejtőjén kiemelkedik az erdő sűrűjéből egy hatalmas sziklacsoport, amely már távolról magára vonja a figyelmet az alakja miatt. Egy természetes kőkapu az, amelynek hatalmas íve alatt átnézve látható az ég. A szikla dachsteini mészkőből áll és Schafarzik Ferenc szerint azért különös, mert felső rétege megmaradt, de az alatta lévő második és harmadik réteg darára töredezve kimállott, ezért tág kapu alakult ki. Pilisszentkeresztről a mexikói úton haladva és az erdő szélén balra fordulva, 45 perc alatt érhető el a Vaskapu. A cikkhez mellékelve lett a Vaskapu fekete-fehér fényképe. (A fényképet Weinzierl Jenő csobánkai elemi főtanító készítette.)

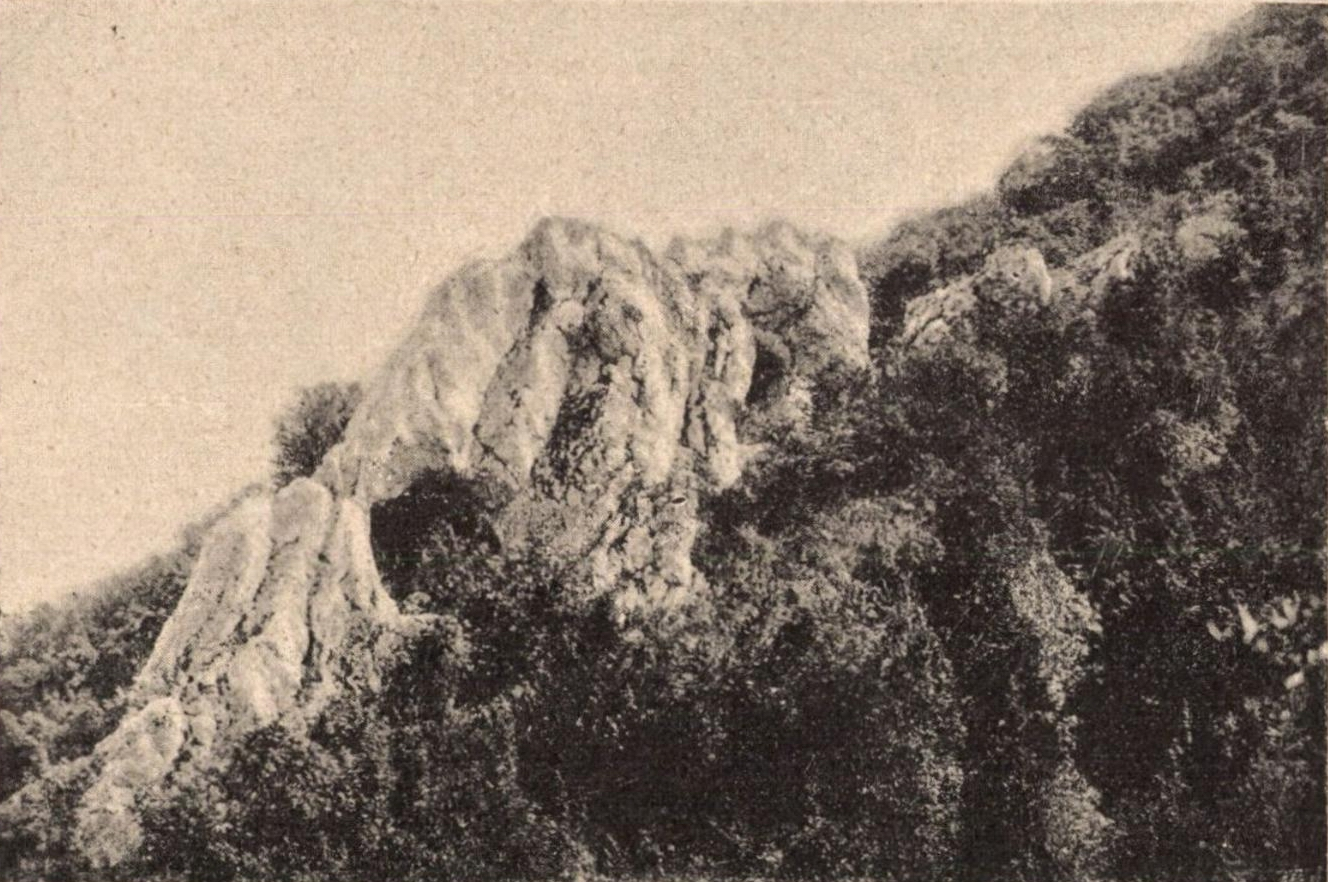
A Vaskapu (Pilis hegység) Weinzierl Jenő 1889-ben publikált fényképén

A Thirring Gusztáv által írt, 1900-ban kiadott útikalauzban meg van említve, hogy a sárga jelzést követve a Trisztoki-völgyben leereszkedve, 10 perc múlva az erdőből kilépve (itt a vörös és kék jelzésű útra jobbra rátérve Pilisszántóra lehet jutni) pillantható meg a Vaskapu tetején található, égnek meredő, hatalmas sziklakapu, amelynek hatalmas íve alatt áttekintve az ég látható. A dachsteini mészkőből álló szikla felső rétege megmaradt, míg az alatta lévő második és harmadik darává töredezve kimállott és ezért tág kapu alakult ki.
Az 1913-ban megjelent, Pilisszentkereszt és környéke című könyvben az olvasható, hogy különösen szép kilátás nyílik a Pilis hegy oldalán található Vaskapuról. A Pilis hegyen barlangok és sziklakapuk vannak, melyekre Szücs Gyula felhívja az Országos Magyar Barlangkutatók Egyesületének figyelmet ezúton is. A barlangok és sziklakapuk miatt kedvelték a hegyet a remeték is. A dobogókői menedékháztól elindulva, a Chilova-völgyben fekvő kocsiút elérése előtt látszik a Vaskapu. A Vaskapu Pilisszentkereszttől 1 órára van. A mexikói kocsiúton ÉNy-ra haladva, a Vaskapu-völgytől balra, vagy a Trézsi-forrástól a Pilisszentkereszt felőli oldalon vezető cserkészúton ÉNy-ra gyalogolva lehet eljutni a Vaskapuhoz. Ez a hatalmas, meredek sziklafal, mely éles gerincben ér véget, már Pilisszentkeresztről is látható (648 m).

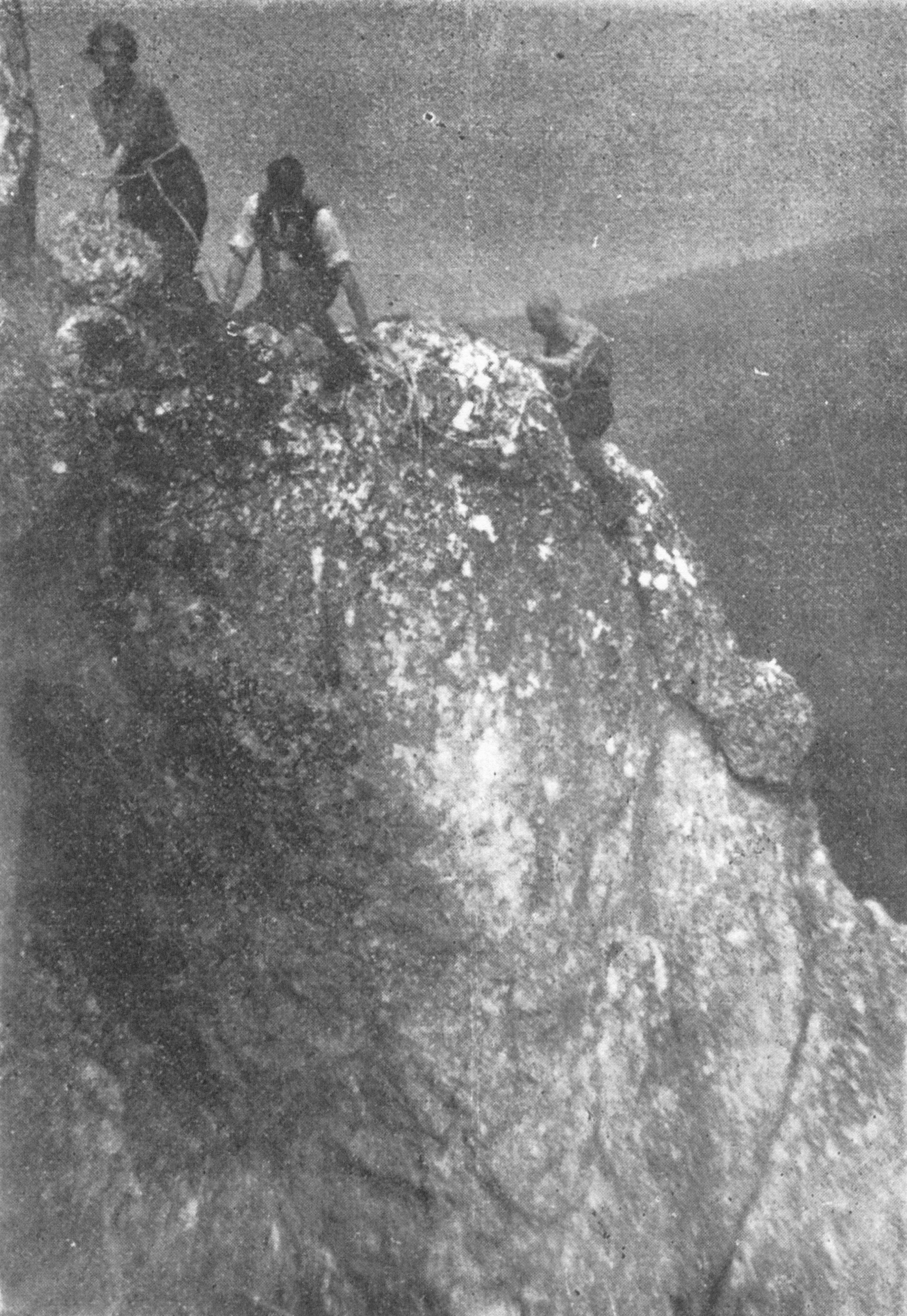
A Vaskapu egyik részének 1913-ban publikált fényképe

A nagyon érdekes Vaskapunak egy nagy és egy kis kapuja van. Elképesztő, hogy megmaradt felső része, de közepe egészen kimállott (méghozzá elég szabályossá). A kettős sziklakapu 25 m magas. A nagy ív 5–6 m magas és 5 m széles, a kis ív 4 m magas és 3 m széles. A nagyobb kapu lyukán áttekintve gyönyörűen látszik az égbolt. Tövénél van egy befelé szélesedő üreg, mely jó menedékül szolgálhat az időjárás viszontagságai ellen (esetleg éjjel is). A kapu hátánál fekvő sziklákra mászás után gyönyörködni lehet a nem mindennapi látványban. A könyvben van egy olyan fekete-fehér fénykép, amely bemutatja a Vaskapu egyik részét. A kiadványban lévő, Pilisszentkeresztet és környékét bemutató térkép szemlélteti a Vaskapu földrajzi elhelyezkedését.
A Turisták Lapja 1931. évi évfolyamában publikált, Bekey Imre Gábor által írt tanulmányban szó van arról, hogy a Csévi-barlang ásatása után a Pilis hegység többi barlangjában az ősember utáni kutatás már nem tűnt észszerűnek. A Vaskapu két nyílása alatt lévő kis barlangban azért nem, mert az csak földrajzi érdekességű barlang. Az 1937-ben megjelent és Szeghalmy Gyula által írt könyv szerint a Pilis-csoport bejárásra érdemes egyik része a Pilis hegy hosszú, K-i letörésének ösvényén lévő Vaskapu, amely hatalmas méretű és dachsteini mészkőbe van vájódva. A képződmény a denudáció csodája. Az 1938. évi Barlangvilágban napvilágot látott és Kadić Ottokár által írt tanulmányban az van írva, hogy kőkapu a neve az ívalakú sziklahajlásnak, amelyen (mint egy kapun) át lehet menni. Az ilyen sziklakapuk elpusztult barlangok utolsó maradványai (Pilisi kőkapu). Az 1941-ben publikált Magyar turista lexikonban meg van említve, hogy a Magyarországon lévő egyik Vaskapu a Pilis hegység ÉK-i részén található sziklagerinc. Két sziklakapu jött létre a 80 m hosszú gerincen. Gyakran látogatott sziklamászó-iskola.
A Természettudományi Közlöny 1943. évi 230. pótfüzetében az olvasható, hogy a természetvédelemről szóló 1935. IV. tc. alapján az Országos Természetvédelmi Tanács 1939-ben történt létrejötte óta a földművelésügyi miniszternek a vallás- és közoktatásügyi miniszterrel egyetértve hozott határozatai alapján az Országos Természetvédelmi Tanács javaslatára törvényes védelem alá került pl. a Pilisszentkereszt határában lévő, Vaskapu nevű sziklaborda 0,05 kataszteri holdnyi területtel (1942. július 28-tól a 90.831/1942. számú FM határozattal).
A Turisták Lapja 1943. évi évfolyamában publikált, Vastagh Gábor által írt levél szerint a budapesti turistákat a Pilis hegység helyei közül leginkább pl. a Vaskapu nevű sziklaborda érdekli, amely Pilisszentkereszt határában fekszik. Az 1943. évi Természettudományi Közlönyben (április–júniusi szám) felsorolt, védetté nyilvánított sok hely (köztük a Vaskapu nevű sziklaborda is) valószínűleg azért lett védett, mert (a törvény szerint) különlegesen érdekesek, vagy tájképi szépségük miatt a természetélvezet (turistaság, kilátás, tartózkodás), illetve testedzés szempontjából különösen értékesek. A Vaskapu jelenleg lezárt területen van. Az 1948-ban kiadott, Szegő István által írt útikönyvben szó van arról, hogy a Vaskapu-szikla érdekes és kb. 100 m hosszú. A fehér sziklagerinc dachsteini mészkőből áll, amelyben a mállás miatt keletkezett két szép sziklakapu. A sziklagerinchez fentről vezető cserkészút az alsó kapuba vezet. A Vaskapu-szikla részei (Gerinc, Plajbász, Nagy-Kapu és Kis-Kapu) festőien szép látványt nyújtanak és érdekes mászógyakorlatokra alkalmasak.

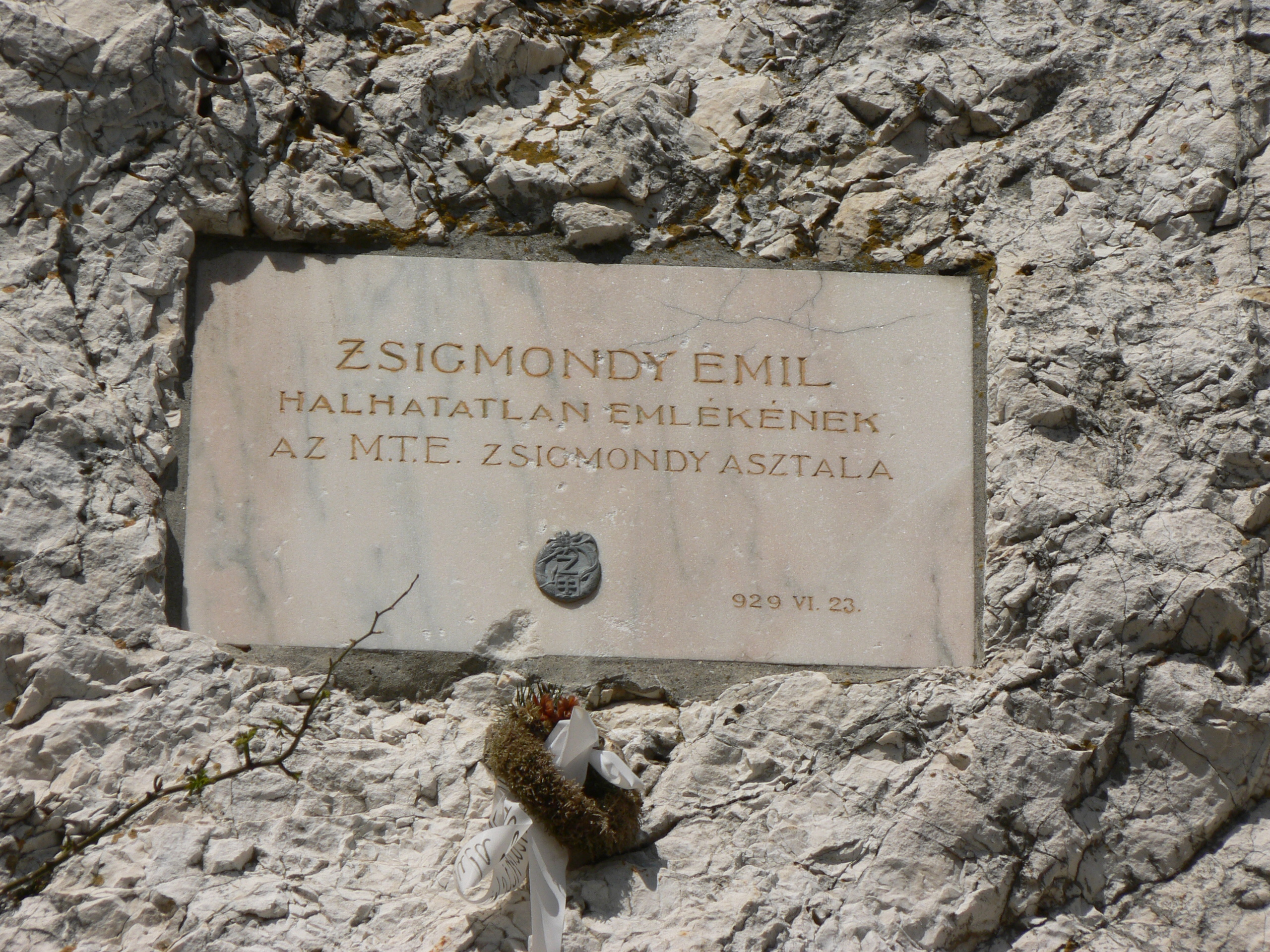
A Vaskapu-sziklán lévő, Zsigmondy Emil emlékére elhelyezett emléktábla

A Kadić Ottokár által írt és 1952-ben befejezett kézirat szerint Schafarzik Ferenc 1883. évi földtani jelentésében, Szücs Gyula Pilisszentkeresztet ismertető útikalauzában és a Turisták Lapja 1889. évi évfolyamában a Pilisi kőkapu (Pilisi kőkapuk, Vaskapu) meg van említve. A kőkaput a turisták Vaskapu néven ismerik. A kőkapuk Pilisszentkereszt határában, a Vaskapu sziklabordában alakultak ki. Az alsó 15 m, a felső pedig 6 m magas. A nagykapu belsejéből egy szűk, kanyargós rókalyuk indul a hegybe. A kézirat barlangot bemutató része 3 publikáció alapján lett írva.
Az 1953. évi Földrajzi Értesítőben lévő, Láng Sándor által írt tanulmányban az olvasható, hogy meredek hegyoldalon helyezkednek el a Vaskapu sziklaívei, amelyek elpusztult barlangok a kioldott formáik alapján. Barlang volt a Pilis hegy ÉK-i letörésén lévő két sziklaív, amelyek közül az egyik 15 m magas, a másik pedig 6 m magas. Annyira előrehaladt a lepusztulás, hogy elpusztították a sziklaíveket környező sziklafalakat a hegyomlások, illetve a periglaciális blokkfácies kialakulása, és csak a két sziklakapu maradt meg a régi barlangrendszerből.
A 80 m hosszú sziklaképződmény kőívein megfigyelhető, oldódásos formák elárulják, hogy a harmadkor végén és a negyedkorban olyan barlang volt, amely az erózióbázis szintjén húzódott. Napjainkban 560–580 m tszf. magasságban és kb. 150 m relatív magasságban vannak az egykori barlangüregek maradványai. Az aktív barlangok megszűnése óta itt is nagy volt a hegység kiemelkedése. A Vaskapu dachsteini mészkőrétegeinek dőlése É-ra 55°. A kettős ív rétegdőlés mentén kioldódott egykori barlang, a mellékrepedések pedig az egyes réteglapok mentén oldódtak ki, de történt kioldódás az erre merőleges keresztrepedések irányában is. A publikációban lévő 6. ábrán, a Pilis hegy hosszmetszet térképén látható a Pilis hegyen lévő barlangok körülbelüli földrajzi elhelyezkedése. A rajzon megfigyelhető a Vaskapu sziklaíveinek földrajzi elhelyezkedése.

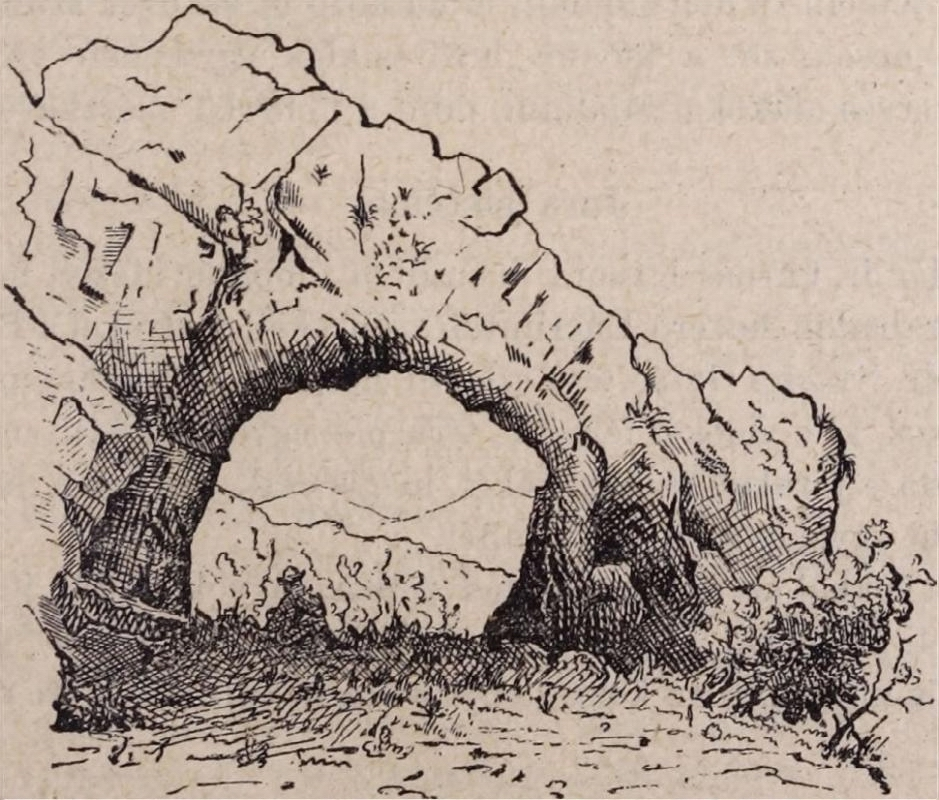
A Vaskapu (az 1884-ben publikált rajzot Schafarzik Ferenc készítette)

Az 1959. évi Karszt- és Barlangkutatási Tájékoztató szerint a strázsa-hegyi romosodott barlang sziklaívei bizonyítják, hogy a felszínből bordaszerűen kiálló sziklaívek, például a Vaskapu sziklaívei egykori barlangok maradványai. A Vaskapu sziklaíveit magába foglaló barlangtermek a felszín közelében húzódnak, amit a hegy alján felhalmozodó, geláció miatt létrejött alluviális törmelék kis tömege igazol. Az 1964. évi Karszt- és Barlangkutatási Tájékoztatóban meg van említve, hogy 1963-ban az Óbudai Szeszgyár Kinizsi Barlangkutató Csoportja a csoport új tagjainak felkészítése miatt gyakoroltatta a sziklamászást és a kötélkezelést pl. a Pilis hegységben (Vaskapu-szikla).
Az 1967-ben publikált Pilis útikalauzban az van írva, hogy a Pilis-tető meredeken leszakadó K-i oldalának kb. a közepén, a völgytalp felett kb. 250 m-re, egy rétegborda oldalában található két sziklakapu (Vaskapu), amelyek diadalívszerűek és egymás felett emelkednek. A nagyobb nyílású sziklakapu 15 m széles és 8 m magas. Ennek a sziklakapunak az aljában van egy kis oldalüreg. A két sziklakapu minden bizonnyal egy elpusztult, hévizes keletkezésű barlang maradványa. Az 1974-ben megjelent, Pilis útikalauz című könyvben, a Pilis hegység és a Visegrádi-hegység barlangjainak jegyzékében (19–20. old.) meg van említve, hogy a Pilis hegység és a Visegrádi-hegység barlangjai között van a Vaskapu. A Pilis hegység barlangjait leíró résznek a Vaskapuról szóló leírása majdnem megegyezik az 1967-ben kiadott útikalauz Vaskaput bemutató leírásával. Az 1974-ben publikált kiadványban meg van említve, hogy a két sziklakapu messzire ellátszik.
Az 1976-ban befejezett, Bertalan Károly által összeállított kéziratban szó van arról, hogy a Pilis hegységben, a Pilis-vonulatban, Pilisszentkereszten, 570 m tszf. magasságban és 150 m relatív magasságban található a Vaskapu (Pilisi kőkapu). Pilisszentkereszttől NyÉNy-ra 2 km-re helyezkedik el két kőkapu, amelyek közül a nagyobbik 15 m széles és 8 m magas. Diadalívszerű, kettős sziklakapu, sziklamászóiskola. Van egy kis barlang az alsó kapu tövében. A kézirat Vaskaput bemutató része 4 publikáció alapján lett írva.

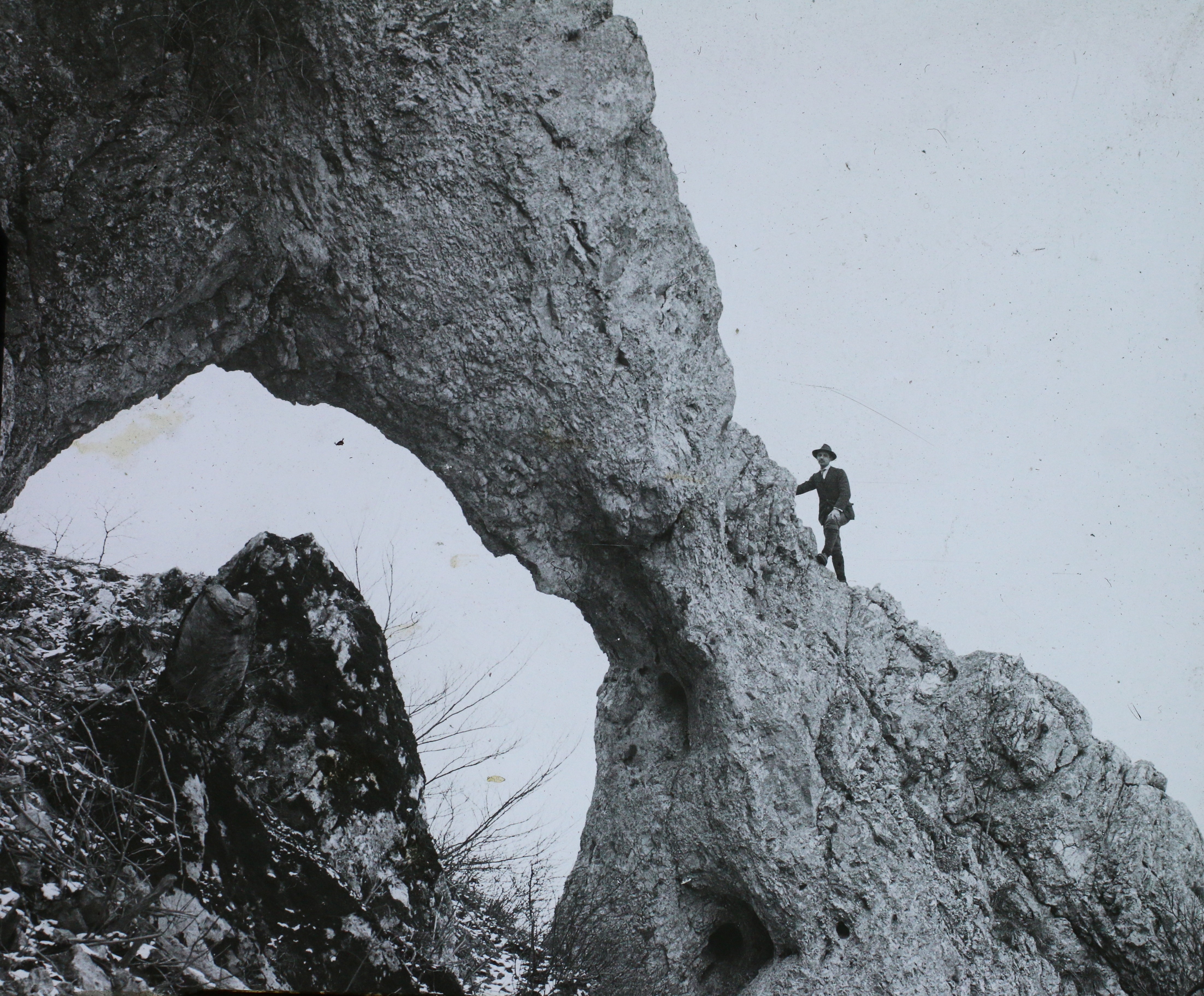
A Vaskapu 1906-ban készült fényképe (Fényképezte: Bekey Imre Gábor)

A Bertalan Károly és Schőnviszky László által összeállított, 1976-ban megjelent Magyar barlangtani bibliográfia barlangnévmutatójában szerepel a Pilis hegységben lévő barlang Pilisi-Vaskapu (Kőkapu) néven. A barlangnévmutatóban meg van említve egy irodalmi mű, amely foglalkozik a barlanggal. Az 1984-ben kiadott, Magyarország barlangjai című könyv országos barlanglistájában szerepel a Pilis hegység barlangjai között a barlang Vaskapu (Pilisi kőkapu) néven. A listához kapcsolódóan látható a Dunazug-hegység barlangjainak földrajzi elhelyezkedését bemutató 1:500 000-es méretarányú térképen a barlang földrajzi elhelyezkedése.
A Kárpát József által 1990-ben írt kézirat szerint a Vaskapui Bivak-barlangnak a Nagy-sziklakaputól D-re 10 m-re helyezkedik el a bejárata. A Vaskapui Róka-lyuk a Nagy-sziklakapu D-i pillérének tövében nyílik. A Vaskapui-sziklaodú a Vaskaputól 250°-ra 100 m-re, ugyanabban a magasságban nyílik. A Vaskapu-szurdoki-üregnek a Vaskaputól 300°-ra 200 m-re van a bejárata. A Vaskapui Kis-sziklakapu a tőle ÉK-re 20 m-re található Nagy-sziklakapuval együtt érdekes geológiai és turisztikai hely. A sziklacsoport kedvelt gyakorlóhelye a hegymászóknak. A Nagy-sziklakapu jelenlegi állapotában nem barlang, mert csak egy keskeny sziklaborda a teteje.
Az 1991-ben napvilágot látott útikalauzban meg van ismételve az 1974-es útikalauzban található barlangleírás. 1997-ben Kraus Sándor rajzolt helyszínrajzot, amelyen a Vaskapu barlangjainak földrajzi elhelyezkedése van ábrázolva. A rajzon látható a Vaskapu (Nagy Sziklakapu) földrajzi elhelyezkedése. 1997. május 4-én Regős József felmérte a barlangot, majd Kraus Sándor a felmérés alapján, 1997. május 12-én megrajzolta a Vaskapui Nagy-Sziklakapu alaprajz térképét. A térkép 1:100 méretarányban mutatja be a barlangot. Ugyanígy elkészült a Vaskapui Nagy-Sziklakapu Északi-ág alaprajz térképe, de ez a térkép 1:50 méretarányban mutatja be a barlangot. A két térképlapon jelölve van az É-i irány. Kraus Sándor 1997. évi beszámolójában az olvasható, hogy a veszélyeztetett, 1997 előtt is ismert Nagy-Sziklakapúnak (Pilisi-kőkapú, Vaskapú-barlang) 1997-ben készült el a térképe. A jelentésbe bekerült az 1997-ben készült helyszínrajz.

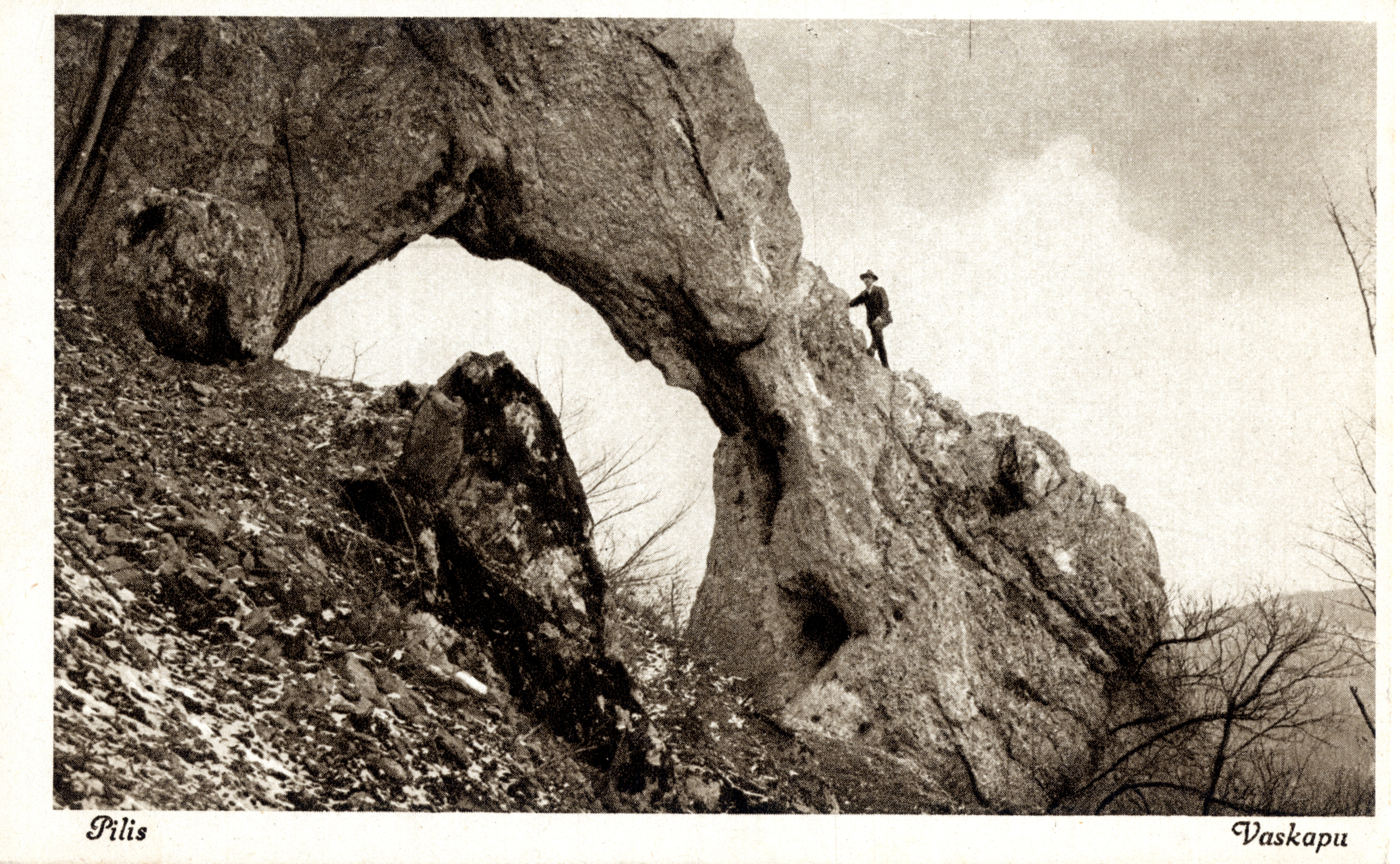
A Vaskaput bemutató képeslap (fénykép: Bekey Imre Gábor)

A 2005-ben megjelent, Magyar hegyisport és turista enciklopédia című kiadványban az olvasható, hogy a sziklakapu a sziklaalakzatok egyik érdekes fajtája. Különleges módon jöhet létre sziklakapu: ha a sziklakapu ívén belül található kőzet puhább az ív kőzeténél, akkor azt a puhább anyagot a fagy, a szél és a víz lassan elbonthatja, és a kapuív marad meg. A sziklakapu jellegzetes példája a Vaskapu (Pilis hegység) sziklamászó-iskolájának hatalmas kettős kapuíve. Itt jól megfigyelhető az íven belül elhelyezkedő törékenyebb, puha kőzet, amely folyamatosan válik le a sokkal szilárdabb kapuboltozat kőzetéről. A Magyar Hegymászó Oktatók Egyesülete a Pilis hegységben lévő Vaskapu sziklamászó-iskolájában, a Vaskapui Bivak-barlangtól balra, a fal élén vezető mászóút közepét átmetsző párkánynál elhelyezett egy kis rézlapot Elsik Álmos emlékére.
A Pilis hegységben található Vaskapu Magyarország egyik legkülönlegesebb sziklamászó-iskolája, amely a Pilis hegy oldalában fekszik és a Pilisszentkereszt felé húzódó völgy irányába tekint. A kettős hatalmas kapuívből álló sziklagerincet sziklamászó-iskolaként a 19. század óta ismerik és napjainkban is sokan látogatják nagyszerű táji adottságai, vadregényes környezete és kilátása miatt. 1929-ben emléktáblát állított itt a Magyar Turista Egyesület Zsigmondy Társasága a legjobb magyar hegymászó, Zsigmondy Emil tiszteletére, majd azóta a magyar hegymászók kegyeleti megemlékezéseinek helyszíne lett.
A sziklamászó-iskolához felvezető szurdokvölgy túlsó oldalán is van egy sziklamászásra használható, de növényzettel nagyon benőtt sziklafal. A Magyar Turista Egyesület Zsigmondy Asztala 1929. augusztus 4-én leplezte le a Vaskapu fenséges magányban álló sziklafalán elhelyezett Zsigmondy Emil emléktáblát. A társaság 1930 szeptemberben és októberben magashegymászó tanfolyamot tartott az Oszoly, Vaskapu, Solymári-fal és a Csabai-torony érintésével. Az MTSZ és az MSHSZ minden évben megrendezi az emléktáblánál a hegymászók kegyeleti emléktúráját. A kiadványba bekerült egy olyan fénykép, amelyen látható a Vaskapu (Pilis hegység).

## Képgaléria

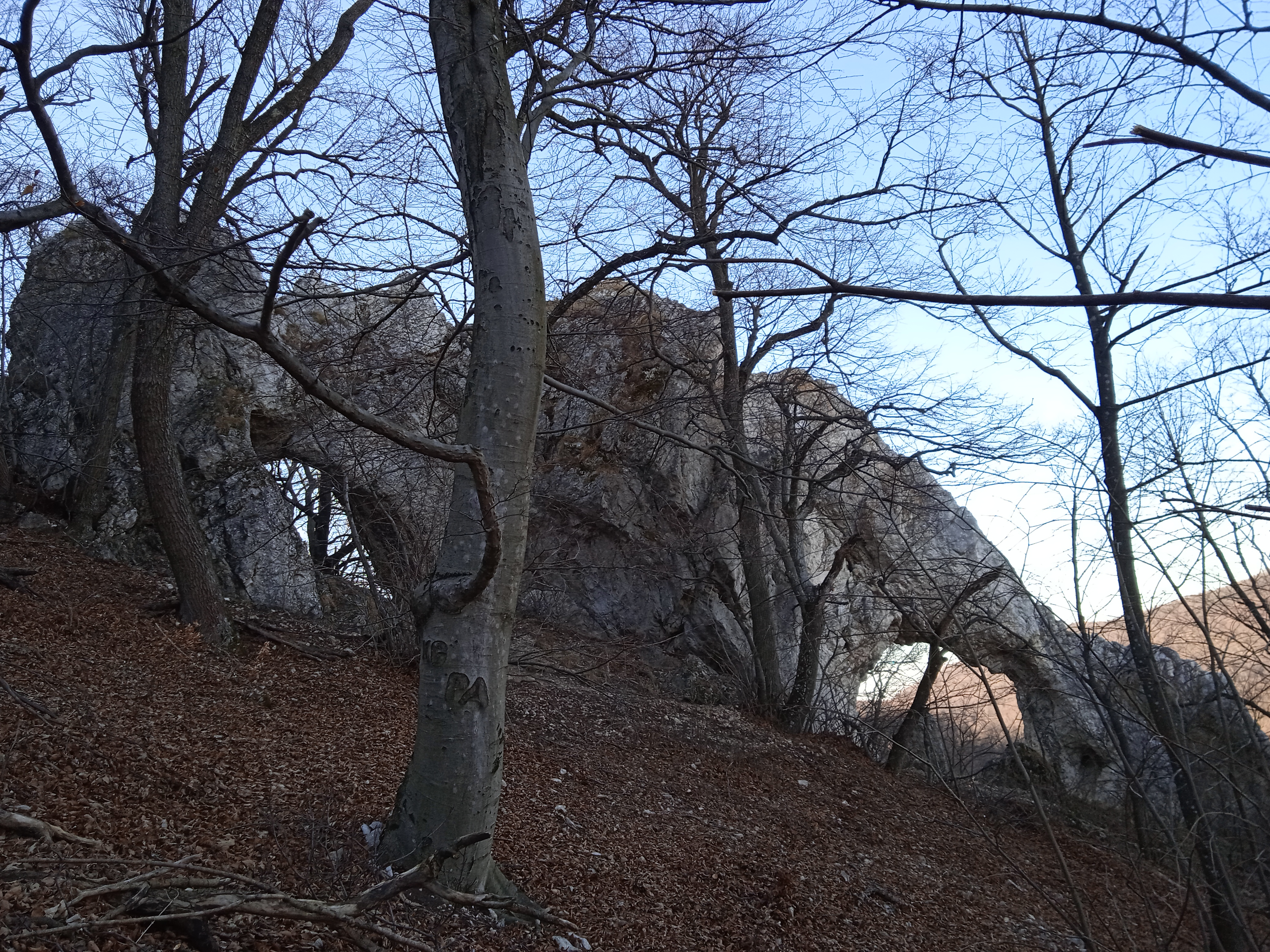
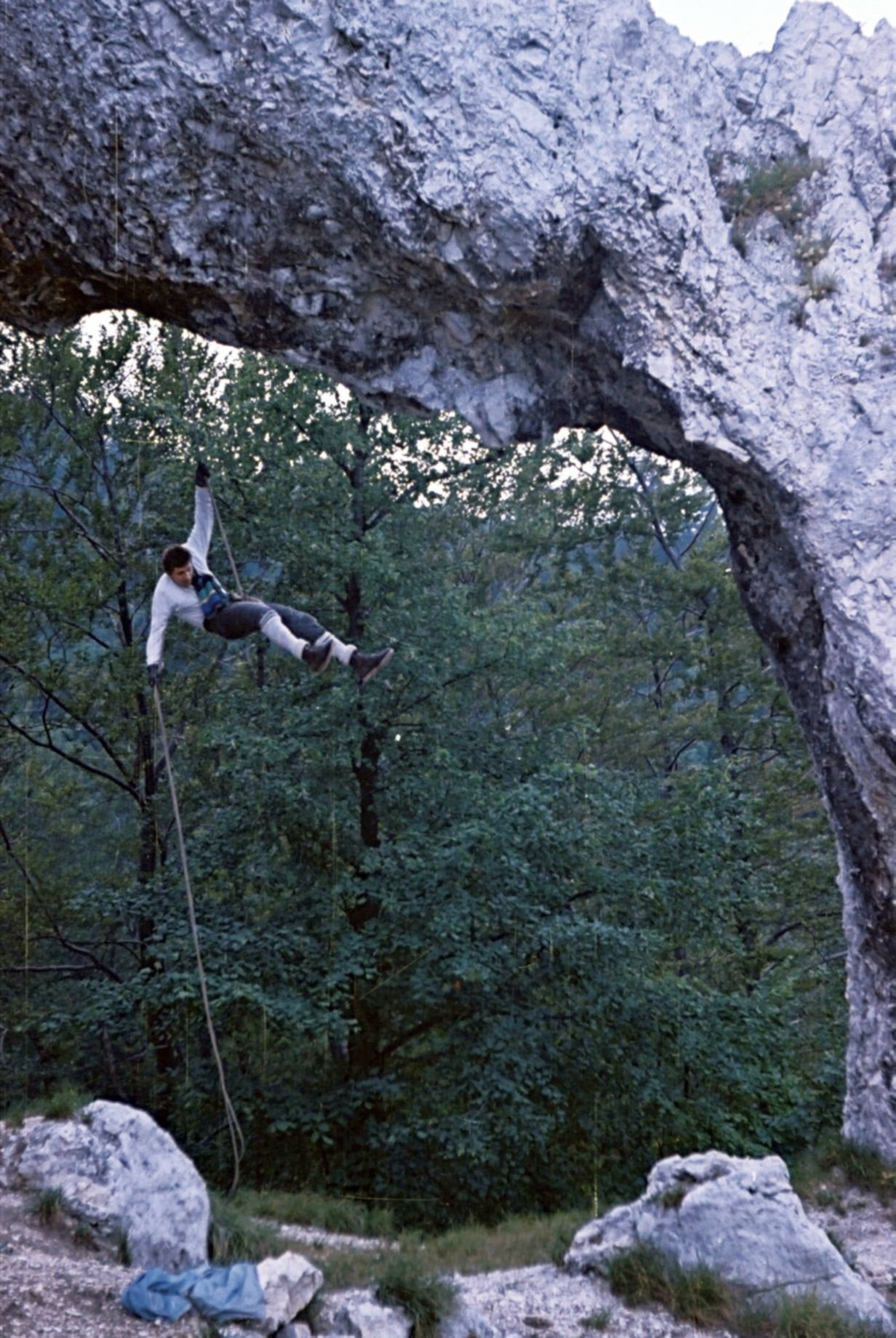
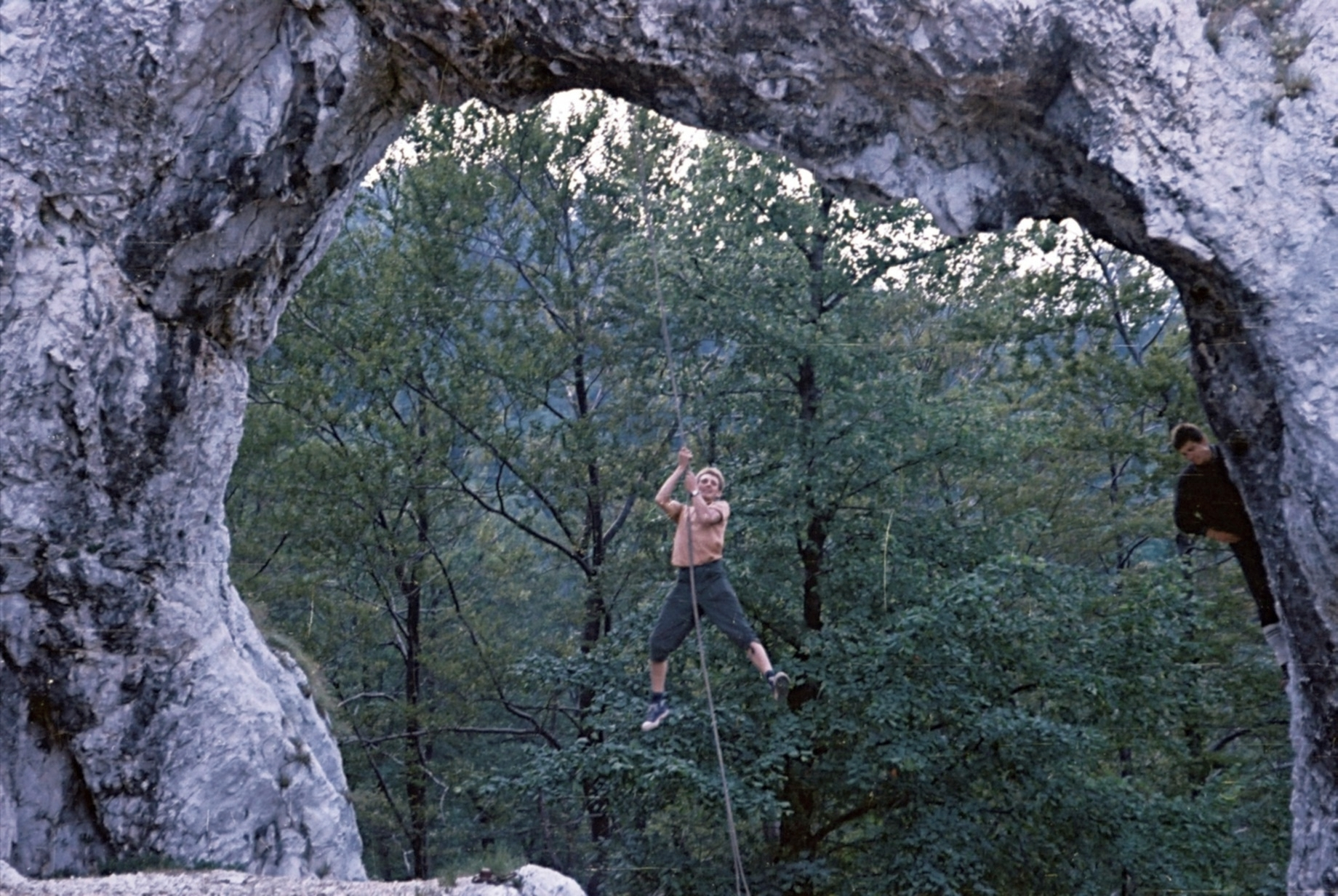
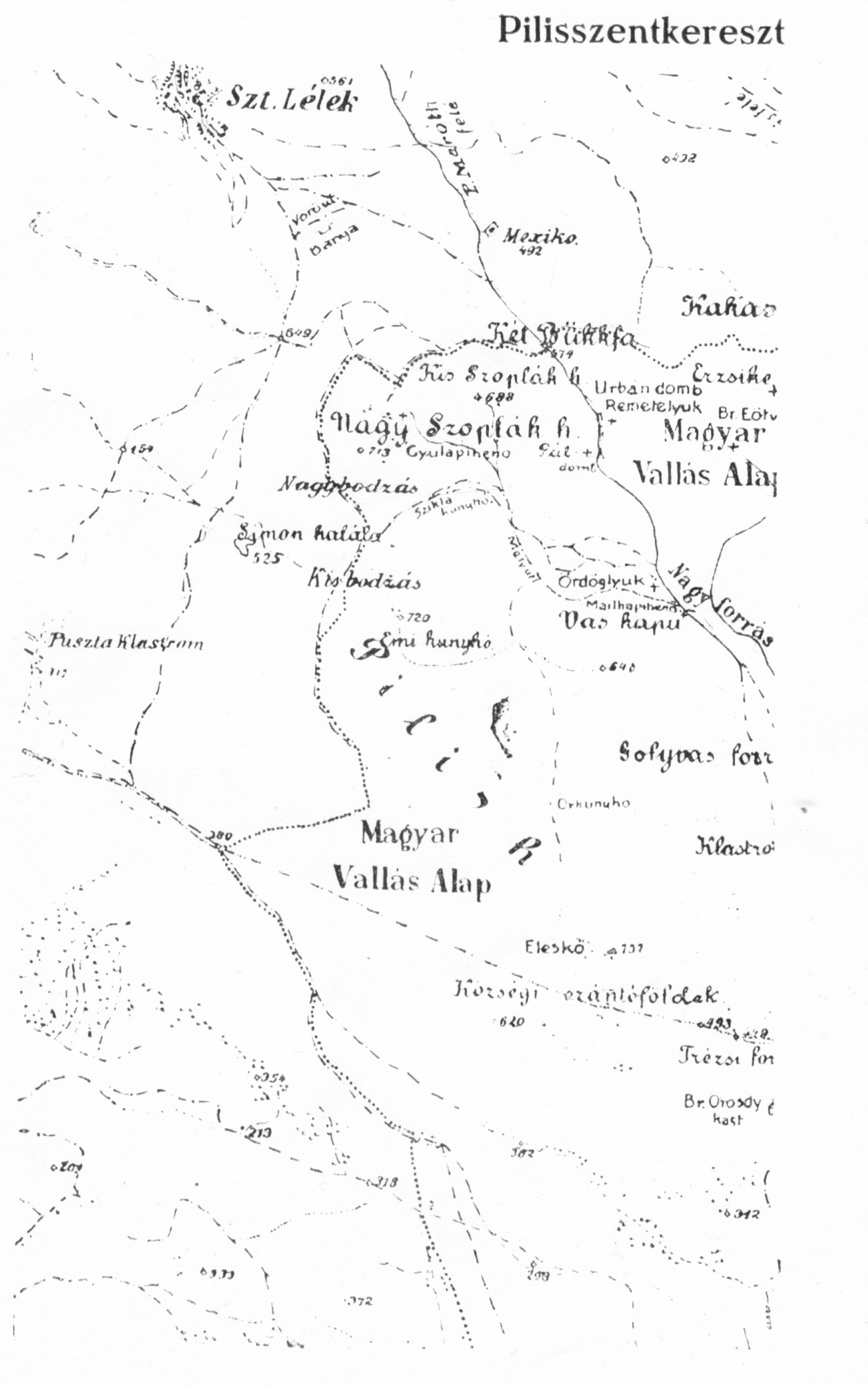
Az 1913-ban megjelent, Pilisszentkereszt és környéke című könyvben lévő térkép egyik fele. A térképen látható a Vaskapu földrajzi elhelyezkedése

## További irodalom
- Mezei Iván – Páli Tivadar: Pilis útikalauz. Sport, Budapest, 1955. (Második, bővített kiadás.)
- Thirring Gusztáv szerk.: A Pilis–Visegrádi hegység részletes kalauza. Budapest, 1929.